# Plevna (Kansas)
Plevna és una població dels Estats Units a l'estat de Kansas. Segons el cens del 2000 tenia 99 habitants.

## Demografia
Segons el cens del 2000, Plevna tenia 99 habitants, 46 habitatges, i 28 famílies. La densitat de població era de 166,2 habitants/km².
Dels 46 habitatges en un 23,9% hi vivien nens de menys de 18 anys, en un 50% hi vivien parelles casades, en un 2,2% dones solteres, i en un 39,1% no eren unitats familiars. En el 37% dels habitatges hi vivien persones soles el 19,6% de les quals corresponia a persones de 65 anys o més que vivien soles. El nombre mitjà de persones vivint en cada habitatge era de 2,15 i el nombre mitjà de persones que vivien en cada família era de 2,75.
Per edats la població es repartia de la següent manera: un 22,2% tenia menys de 18 anys, un 6,1% entre 18 i 24, un 24,2% entre 25 i 44, un 25,3% de 45 a 60 i un 22,2% 65 anys o més.
L'edat mediana era de 44 anys. Per cada 100 dones de 18 o més anys hi havia 108,1 homes.
La renda mediana per habitatge era de 26.875 $ i la renda mediana per família de 33.750 $. Els homes tenien una renda mediana de 20.625 $ mentre que les dones 25.417 $. La renda per capita de la població era de 14.353 $. Cap de les famílies i el 2,8% de la població estaven per davall del llindar de pobresa.

## Poblacions més properes
El següent diagrama mostra les poblacions més properes.